# مته کمانی

نموداری از ساختار مته کمانی.

مَته کَمانی یکی از ابزار پیشاتاریخی است که از آن بیشتر برای برافروختن آتش استفاده می‌شد. گاه از مته کمانی برای سوراخ کردن چوب‌ها یا ایجاد تورفتگی در دندان پوسیده نیز استفاده می‌کردند.
روش کار: هنگامی که کمان به جلو و عقب حرکت داده می‌شود تسمه کمان دور چوب می‌پیچد و آن را به حرکت درمی‌آورد. نوک مته روی پایه‌ای چوبی قرار می‌گیرد. مالش مته روی پایه گرما ایجاد می‌کند و این گرما پوشال آتشگیر را که روی پایه گذاشته می‌شود مشتعل می‌سازد. سپس این توده آتشگیر به توده‌ای از گیاهان خشک و هیزم افزوده می‌شود. بشر ماقبل تاریخ برای مستقیم نگه داشتن مته از سنگ یا قطعه‌ای چوب در قسمت بالای کمان استفاده می‌کرد. برخی از یک دهان‌گیر چوبی برای نگه داشتن مته استفاده می‌کردند تا دست دیگرشان برای نگه داشتن پایه آزاد باشد.